# Gudakesh Motie
Gudakesh Motie (* 29. März 1995 in Georgetown, Guyana) ist ein guyanischer Cricketspieler, der seit 2019 für das West Indies Cricket Team spielt.

## Kindheit und Ausbildung
Motie kam früh durch einen Schulfreund zum Cricket und spielte schon als 11-jähriger in der guyanischen U15-Auswahl. Er durchlief die weiteren Jugendmannschaften im Land und war Teil des west-indischen Teams bei der ICC U19-Cricket-Weltmeisterschaft 2014.

## Aktive Karriere
Motie gab sein First-Class-Debüt für Guyana in der Saison 2015/16. Dort konnte er sich etablieren und erhielt im Dezember 2021 für die ODI-Serie in Pakistan die Berufung in die Nationalmannschaft, wo er auch sein Debüt gab. In der Saison 2022 folgte dann sein Test- und ODI-Debüt gegen Bangladesch. Im dritten ODI der Serie konnte er dabei 4 Wickets für 23 Runs erreichen. In der Test-Serie in Simbabwe im Februar 2023 erzielte er im ersten Spiel 4 Wickets für 50 Runs, bevor ihm im zweiten insgesamt 13 Wickets (7/37 & 6/62) gelangen und er als Spieler des Spiels und der Serie ausgezeichnet wurde. Kurz darauf folgte in der Test-Serie in Südafrika drei Wickets (3/75). In der Saison 2023 erzielte er in der ODI-Serie gegen Indien 3 Wickets für 36 Runs. Während der Saison 2023/24 erzielte er zunächst drei Wickets (3/24) in der Twenty20-Serie gegen England, bevor ihm drei weitere Wickets (3/28) in den ODIs in Australien gelangen.  Daraufhin erhielt er eine Nominierung für den ICC Men’s T20 World Cup 2024.